# Akysis brachybarbatus
Akysis brachybarbatus — вид з роду Akysis родини Akysidae ряду сомоподібні.

## Опис
Загальна довжина сягає 5 см. Голова широка й сильно сплощена. Морда закруглена. Очі маленькі, вкриті мембраною, зір поганий. Ніздрі невеличкі, розташовані далеко один від одного. Є 4 пари вусів. Рот відносно широкий. Відсутні піднебінні зуби, канал, що несе зуби, розширено. Тулуб короткий, хвостове стебло подовжене. Шкіра шорстка з декількома поздовжніми рядками горбиків з боків. Спинний плавець великий, широкий. Жировий плавець маленький. Грудні плавці широкі. Передній край грудного відділу хребта має видимий паз на його спинний стороні. Самці мають більш опуклий статевий сосочок і коротші черевні плавники. Анальний плавець сильно витягнутий, з короткуватою основою. Хвостовий плавець увігнутий, кінчики лопатей затуплені.
Голова і передня частина тулуба темно-коричневі. Інша частина — сірувато-біле. Велика частина спинного плавця коричнева. Через жировий та черевні плавці проходить вузька темна смуга. В основі хвостового плавця є пляма неправильної форми. На хвостовому плавці — темна смуга.

## Спосіб життя
Це бентопелагічна риба. Зустрічається в невеликих річках з прозорою водою, помірною течією та гальковим і кам'янистим дном. Полюбляє місця біля берега, де скупчується рослинне сміття з листя і стебел очерету. Плавучі острівці такого сміття створюють тінь, де і ховається цей сом. Дно ділить з Glyptothorax macromaculatus, Glyptothorax zanaensis. Побоюється Wallago micropogon. Активним стає в нічні години. Живиться водними безхребетними. Незважаючи на маленький розмір, здатні заковтнути великого мотиля.
Нерест груповий: 1 самиця і кілька самців. Ікра розкидається над ґрунтом. Інкубаційний період 3-4 діб. Жовтковий мішок розсмоктується через тиждень.

## Розповсюдження
Мешкає в верхів'ях річки Меконг (провінція Юньнань, КНР).